# Anatoly Mikhailovich Stepin
Anatoly Mikhailovich Stepin (em russo:  Анатолий Михайлович Степин; Moscou, 20 de julho de 1940) é um matemático soviético-russo, especialista em sistemas dinâmicos e teoria ergódica.

## Educação e carreira
Em 1965 graduou-se na Faculdade de Mecânica e Matemática da Universidade Estatal de Moscou, onde obteve em 1968 um doutorado, orientado por Felix Berezin, com a tese "Применение метода аппроксимации динамических систем периодическими в спектральной теории" (Application of the method of approximation of dynamical systems by periodic spectral theory) e em 1986 o doutorado russo (Doktor nauk) com a tese "Спектральные и метрические свойства динамических систем и групп преобразований" (Spectral and metric properties of dynamical systems and groups of transformations).
Foi palestrante convidado do Congresso Internacional de Matemáticos em Nice (1970: Les spectres des systèmes dynamiques). Desde 1993 lecionou na Universidade Estatal de Moscou. Dentre seus orientados está Rostislav Grigorchuk.